# Aylin Engör
Aylin Engör (* 11. April 1991 in Istanbul) ist eine türkische Schauspielerin.

## Leben und Karriere
Engör wurde am 11. April 1991 in Istanbul geboren. Sie ist die Tochter einer thailändischen Mutter und eines türkischen Vaters. Danach hat sie an der Beykent Üniversitesi studiert. Ihr Debüt gab sie 2013 in der Serie Firuze. Danach trat sie im selben Jahr in Galip Derviş auf. Zwischen 2017 und 2018 spielte Engör in Ufak Tefek Cinayetler mit. Außerdem bekam sie 2019 eine Rolle in der Fernsehserie Çukur. 2021 wurde sie für die Serie Üç Kuruş gecastet.

## Theater
- Cadı Kazanı
- 7 Kocalı Hürmüz

## Filmografie
- 2013: Firuze
- 2013: Galip Derviş
- 2017–2018: Ufak Tefek Cinayetler
- 2019–2021: Çukur
- 2021: Üç Kuruş[3]